# Lago Triconida
El Lago Triconida (en idioma griego: λίμνη Τριχωνίδα) es el mayor lago griego de agua dulce, situado en región montañosa de Etolia, al norte del Golfo de Corinto, esto es al oeste de Grecia.
Tiene una superficie de 98-100 km², una longitud máxima de 19 km, anchura de 6 km, perímetro de 58 km y una profundidad máxima de 58 m. Su altura sobre el nivel del mar es de 15 metros.
Tiene gran importancia ecológica y acoge un número considerable de especies vegetales y fauna en peligro de extinción.
Sufrió un terremoto de fuerza 5,7 el 11 de abril de 2007, causando daños en las edificaciones. El hipocentro se localizó en el subsuelo del lago.

## Referencia histórica
Es descrito por Polibio de Megalópolis cuando relata el paso de
Filipo V de Macedonia (año 207 a. C.) hacia la ciudad sagrada de Termo durante la primera guerra macedónica